# Declan Galbraith
Declan John Galbraith (Hoo St Werburgh, Kent, 1991. december 19.) angol énekes. Legismertebb 2002-es Tell Me Why című kislemeze, amely a 29. helyen végzett a Brit kislemezlistaon.

## Korai évek
A nagyapja sok hangszeren játszott egy zenekarban, és amikor kicsi volt, elvitte a Fleadhs koncertekre, melyek során az ír és skót zenei hagyományokkal találkozott. Declan tudta, hogy énekes akar lenni, amikor látta nagyapját a zenekarban.

## Pályafutása
Tehetsége akkor lett először nyilvánosan elismert, amikor még csak 7 éves volt.  Az évenként megrendezett két napos Rochester Dickens Fesztiválon, ahova az embereket meghívták, hogy Viktória korabeli ruhákba beöltözve ünnepeljék a híres szerző, Charles Dickens életének korszakát a városuk golfpályáján, ragaszkodott a spontán szerepléshez. Galbraith kéményseprőnek öltözött be, és elkezdett énekelni, a tömeg pedig tombolni kezdett. Rövidesen ezután helyi tehetségkutató versenyekbe nevezett be, így egy éven belül 15 bajnoki címet és több mint 1000 fontot nyert el.
A “ki mit tud”-okban szerzett sikerei eredményeként a nagyobb lemezkiadó vállalatok hamarosan hallottak róla, és aláírta Angliában az első felvételszerződését. Az első felvétel a "Walking In The Air" volt, amely egy külön Karácsonyi Slágerek lemezen jelent meg, kiemelve a Westlife-fal, Elton Johnnal és Elvis Presley-vel. Galbraith szeret élőben énekelni a közönségnek, szereplései között van számára néhány nagyon emlékezetes fellépés is; a királynő jubileuma Szent Pál Katedrálisban, amikor elénekelte az "Amazing Grace"-t a vele utazó Szent Pál-i kórussal, és egy előadás több mint 22 000 ember előtt egy Elton John-koncerten.
Az első magáról elnevezett nagylemeze, Declan, mely ír tradicionális dalokkal és néhány külön megírt hanganyaggal nagy sikert hozott, és slágerlistás volt az Egyesült Királyságban és Írországban. A forgalombahozatali éven belül, hamarosan 200 000 példányt adtak el Németországban.
Másik nagy sikere a Young Voices országos koncertturné alatt történt, amikor megdöntötte a Guinness Világrekordot. 2002 decemberében a belfasti Odyssey nevű arénában élőben énekelt néhány 10 000 gyerekkel – a világ legnagyobb kóruséneklés-performanszában – csatlakozva több mint 80 000 gyerekkel rádiós és műholdas kapcsolaton keresztül, akik kísérték őt az iskolájukból az Egyesült Királyság egész területén.
Declan tehetsége és hírneve felkeltette a médiamogul Haim Saban és a zenei igazgató, Ron Kenan figyelmét, aki Galbraith-t szerződtette a Saban Music Group nevű új lemezkiadójához. Németországot választották ki legelső területnek a világon, hogy kibocsátsák első előállított lemezüket a Starwatch Music címkéjén keresztül.
2010 februárjában Declan és a menedzsmentje szívélyesen kivette a részét a társaságból. Jelenleg a nagyobb szerződési forgalomba hozatalért harcol, hogy bármilyen létező időmegszakítást megelőzzön. Galbraith mondta, hogy visszatér a teljes idejű tanuláshoz, mellyel 14 éves korában részben felhagyott a zenei szerződések miatt.
2010-ben csatlakozott (egyik vezető énekeseként) a Route 66 színház turnéjához. Ez a turné igen sikeres volt Nagy-Britanniában. 2012. július 27-én énekelte el egy kínai tini énekessel, Dou Dou-val a "We Are The World"-t Pekingben az Olimpiai Álomceremónián. Ezenkívül ő szerzi és ő a producere saját dalainak.

## Hírnév
Bár Galbraith brit állampolgár és brit énekes, jóval híresebb és közismertebb külföldön, különösen Kínában, ahol dalait a Kínai oktatási tanterv részeként választották meg az angol nyelvtanuláshoz. Declan dalai segítenek a kínai gyerekeknek megtanulni angolul, mivel könnyű emlékezni rájuk, és ez megfelelő a számukra. 2008 májusában, elvállalt egy sikerrel zárult turnét Kína két városában, Pekingben és Shenzsenben.

## Diszkográfia

### Albumok
- Declan (2002)
- Thank You (2006)
- You and Me (2007)

### Kislemezek
- "Tell Me Why" (2002)
- "Love of My Life" (2007)
- "Ego You" (2007)

### Feldolgozások
- "Tears in Heaven" (2006)
- "Love of My Life" (2007)

## Külső hivatkozások
- Declan Galbraith weboldala
- Declan Galbraith a Myspace-en
- Hivatalos Facebook oldala
- Hivatalos YouTube csatornája
- Hivatalos SoundCloud oldala